# Maurice Tobias
Daniel Maurice 'Max' Tobias 9 mei 1885 Etterbeek – na 1953, bijgenaamd Max, was een Belgische voetballer.

## Loopbaan
Hij speelde in Italië bij AC Milan en werd daar ook kapitein. Hij speelde als aanvallende middenvelder en kende rond de eeuwwisseling succes in Milan, samen met onder anderen landgenoot Louis Van Hege. Hij maakte zijn debuut bij Milan op 27 oktober 1910 tegen Genoa CFC een wedstrijd die door Milan met 0-3 gewonnen werd. Zijn laatste wedstrijd speelde hij op 6 juni 1911 tegen Andrea Doria Genua (7-1 voor Milan). Voor zijn periode bij Milan speelde hij in België bij tal van Brusselse clubs, zoals Union Saint-Gilloise en Racing CB. Van 1904 tot 1908 speelde hij ook voor de Belgische nationale ploeg. Zo maakte hij deel uit van de nationale ploeg die op 1 mei 1904 op de Ganzenvijver in Ukkel, partij gaf aan het Franse nationale elftal. Deze wedstrijd zou later bestempeld worden als de eerste officiële interland op het continent en indirect aanleiding geven tot de stichting van de FIFA. Tobias had een reputatie als 'beroepsspeler' wat in die tijd verboden was. Hij zou er uiteindelijk ook levenslang voor geschorst raken, na zijn terugkeer uit Italië. Dit gebeurde in 1914. Een project om een profvoetbalploeg uit de grond te stampen, in de Antwerpse Garden City, viel in duigen door de komst van de Eerste Wereldoorlog. In het interbellum zou Tobias als biljartspeler nog Belgisch kampioen worden. In totaal speelde hij in de hoogste afdeling 120 wedstrijden en maakte 37 doelpunten.